# 卡氏美洲鱥
卡氏美洲鱥（學名：Notropis cumingii ），為輻鰭魚綱鯉形目雅羅魚科的其中一種，分布於北美洲墨西哥淡水流域，本魚呈長橢圓形且側扁，眼大、口近下位，棲息在溪流底中層水域，生活習性不明。